# Vissi d'arte
Vissi d'arte és una ària per a soprano del segon acte de l'òpera Tosca de Giacomo Puccini. Mario Cavaradossi, l'amant de Floria Tosca, ha estat detingut per ordre del Baró Scarpia, que l'acusa d'ocultar un republicà fugit de la justícia. Scarpia fa torturar Cavaradossi i n'ordena la seva posterior execució. Seguidament, Scarpia exigeix a Tosca que accedeixi a la seva demanda de casar-se amb ell a canvi de perdonar la vida a Cavaradossi. El segon acte de l'òpera es caracteritza pels diàlegs i fortes disputes entre Scarpia i Tosca. L'ària Vissi d'arte ("He viscut de l'art") és un monòleg intimista en el qual Tosca pregunta a Déu què ha fet ella per a ser tan castigada a la vida. L'assassinat de Scarpia per part de Tosca posa fi al segon acte.

Després de la interpretació de Maria Jeritza (1887-1982) a principis del s. XX, tradicionalment les sopranos interpreten aquesta ària estirades a terra, de cara al sòl, en senyal d'aflicció. No obstant, les sopranos "modernes" la canten assegudes o bé de genolls. Maria Callas, en canvi, en la seva versió de 1964 al Covent Garden, la canta dreta, amb les mans en gest de pregària.

## LLetra
| Original en italià Vissi d'arte, vissi d'amore, non feci mai male ad anima viva! Con man furtiva quante miserie conobbi, aiutai. Sempre con fé sincera, la mia preghiera ai santi tabernacoli salì. Sempre con fé sincera diedi fiori agli altar. Nell'ora del dolore perché, perché, Signore, perché me ne rimuneri così? Diedi gioielli della Madonna al manto, e diedi il canto agli astri, al ciel, che ne ridean più belli. Nell'ora del dolore, perché, perché, Signore, ah, perché me ne rimuneri così? | Traducció al català He viscut de l'art, he viscut d'amor, Mai he fet mal a cap ànima viva! Amb mà furtiva a tota misèria que he conegut, he ajudat. Sempre amb fe sincera, la meva pregària he elevat als sagrats temples. Sempre amb fe sincera He ofert flors a l'altar. A l'hora del dolor per què, per què, Senyor, per què em recompenses així? He ofert joies al mantell de la Mare de Déu, i he ofert el meu cant a les estrelles, al cel, que radiaven, encara més belles. A l'hora del dolor, per què, per què, Senyor, ah, per què em recompenses així? |